# Čuguevskij rajon
Il Čuguevskij rajon (in russo Чугу́евский райо́н?) è un rajon (distretto) del Territorio del Litorale, nell'estremo oriente russo; il capoluogo è il villaggio (selo) di Čuguevka.